# Sereď
Sereď (węg. Szered) – miasto na Słowacji, na Małej Nizinie Naddunajskiej, nad Wagiem. Około 16,2 tys. mieszkańców (2011).
W czasie II wojny światowej naczelnym rabinem miasta był Żyd o nazwisku Eckstein, który zmarł w obozie w Oświęcimiu w czerwcu 1942 r. Filip Müller (więzień Auschwitz) jest świadkiem niemieckich zbrodni w tym obozie.
W mieście rozwinął się przemysł cukrowniczy oraz piwowarski.

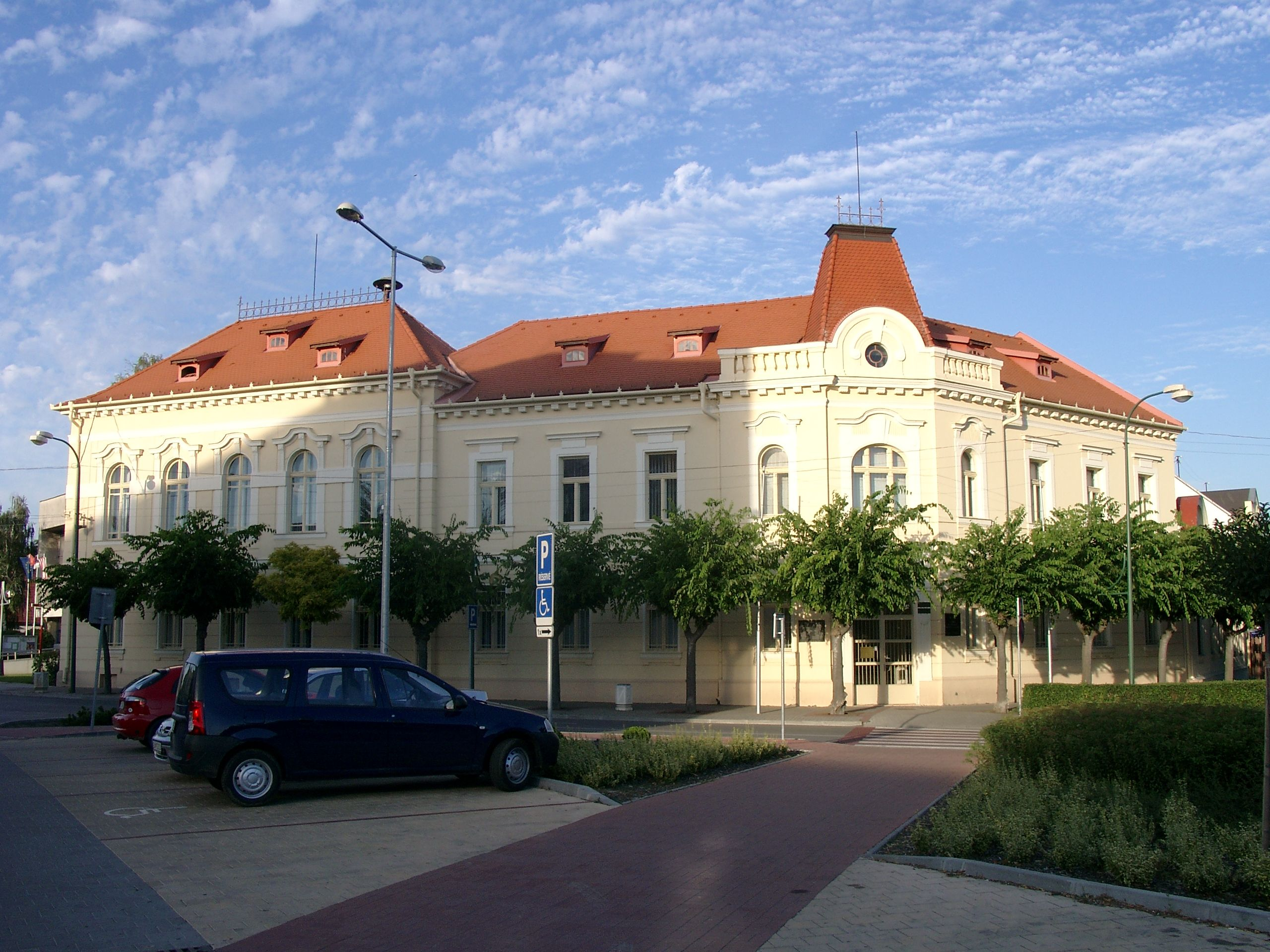
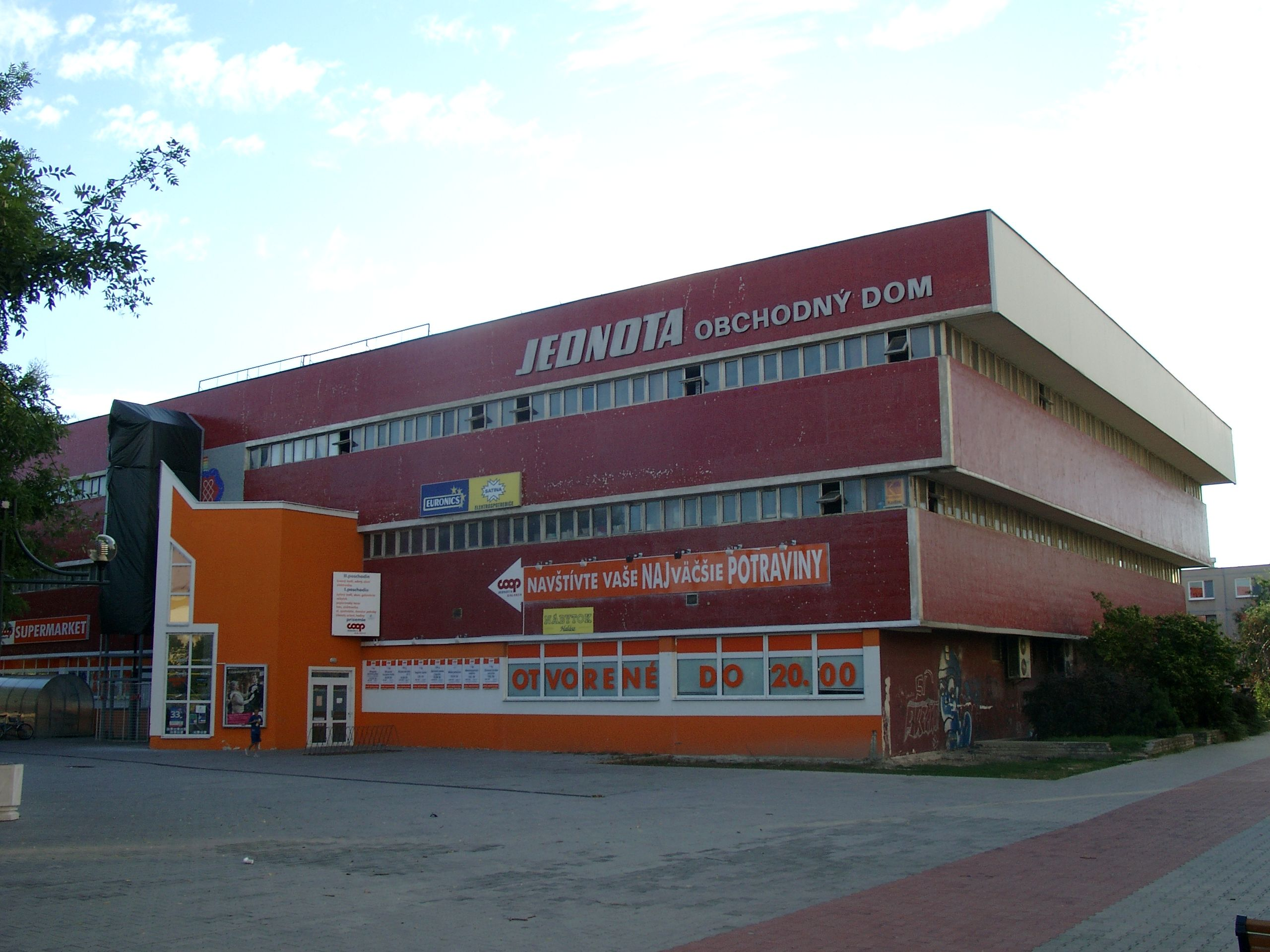
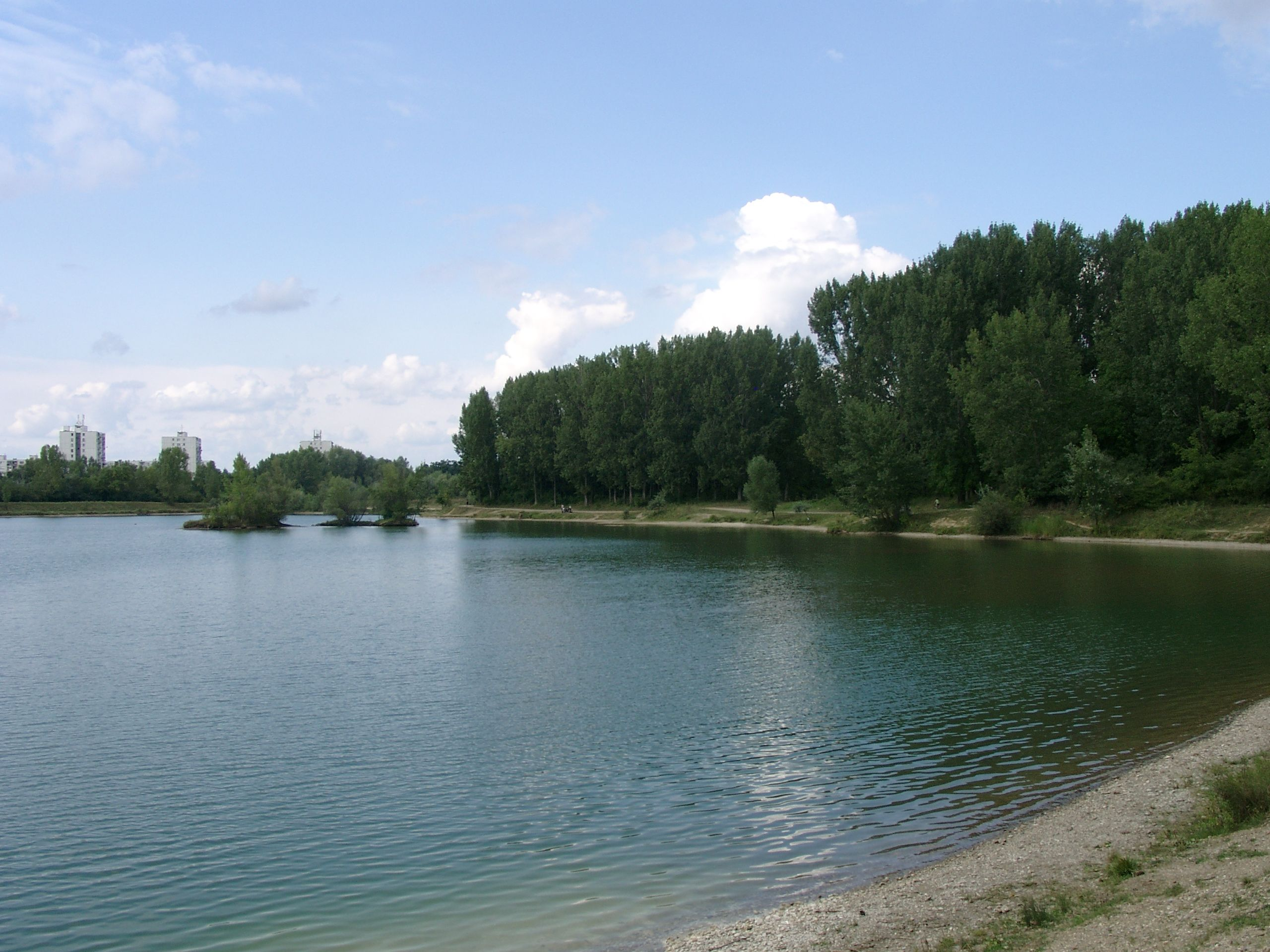

## Miasta partnerskie
- Tišnov